# 穆特勒山
47°18′50″N 10°20′25″E / 47.31389°N 10.34028°E

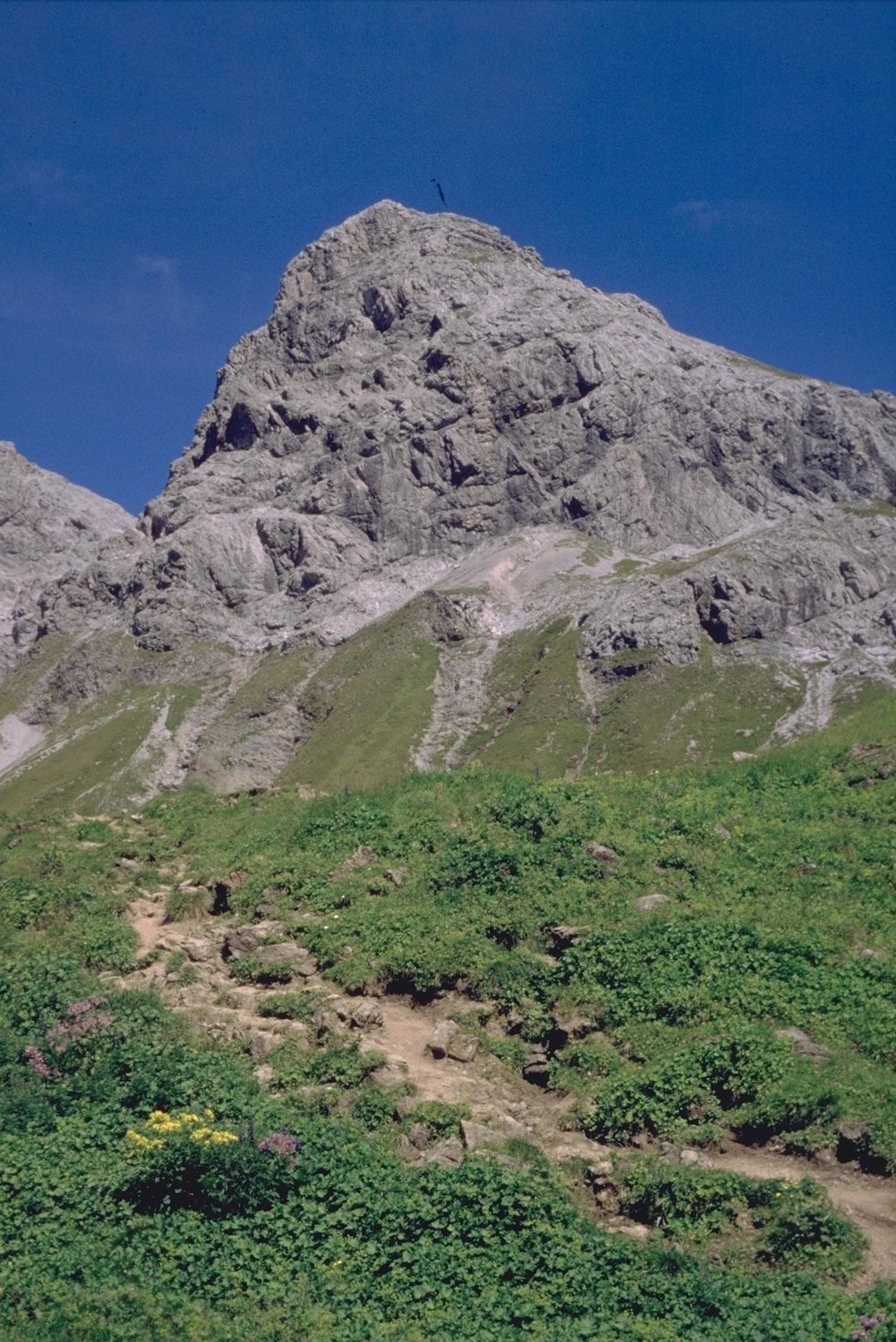

穆特勒山（德語：Muttlerkopf），是中歐的山峰，位於奧地利和德國接壤的邊境，屬於阿爾高阿爾卑斯山脈的一部分，距離厄夫訥峰0.3公里，海拔高度2,368米，每年平均降雨量1,730毫米。